# 196 (nombre)
« Cent quatre-vingt-seize » redirige ici. Pour l'année, voir 196.
196 (cent quatre-vingt-seize ou cent nonante-six) est l'entier naturel qui suit 195 et qui précède 197.

## En mathématiques
Cent quatre-vingt-seize est :
- le carré de 14,
- un nombre 11-gonal et 34-gonal,
- un nombre pyramidal pentagonal et heptagonal,
- en accord avec une conjecture, le plus petit nombre de Lychrel connu,
- un nombre puissant.

## Dans d'autres domaines
Cent quatre-vingt-seize est aussi :
- Années historiques : -196, 196
- -196˚C Strong Zero est une marque de japonaise de chūhai.